# Les Cosaques
Pour les articles homonymes, voir Les Cosaques (homonymie).
Les Cosaques est un roman de Léon Tolstoï écrit en grande partie dans son domaine de Nikolskoïe-Viazemskoïe et publié en 1863 dans le Messager russe. Il a été acclamé par Ivan Bounine comme l'un des plus beaux de la langue russe.

## Résumé
Dans les années 1840, Olénine, jeune fils de famille de 24 ans resté depuis longtemps sans parents, qui n'a achevé aucune étude et qui ne travaille nulle part, quitte Moscou désenchanté et libre de toutes attaches pour joindre les rangs de l'armée russe au Caucase en tant que Fahnenjunker. Le but avoué de ce voyage est de commencer une nouvelle vie afin d'oublier son passé lourd entre autres de ses dettes de jeux. Arrivé au Caucase, Olénine est séduit par la nature qui l'entoure. Le village (stanitsa) de la ligne fortifiée peuplée de cosaques le long du fleuve Terek, dans lequel il réside, offre une vue saisissante des montagnes avoisinantes.
Olénine est accueilli par un vieux cosaque du nom d'Erochka qui le prend sous son aile. Erochka, chasseur au passé glorieux qui ne manque jamais une occasion de fêter, apprécie la simplicité du héros. Il lui apprend les mœurs locales et lui enseigne les particularités de la chasse locale. Pendant ce temps, Lucas, appelé le Sauveteur parce qu'il a sauvé un enfant de la noyade, devient le héros du village. Il a tué un Tchétchène qui tentait de traverser le Terek. Lucas convoite la fille des locateurs d'Olénine, Marion, la plus belle cosaque du village. Mais Olénine, qui a sympathisé avec Lucas, est également amoureux de la belle ; de ce désir naît bientôt un dilemme moral quand la belle Marion est promise à son nouveau compagnon. Son dilemme moral est résolu lors d'une promenade en forêt au cours de laquelle il est frappé d'un parfait bonheur sans cause apparente.

« Pour être heureux, il ne faut qu'une chose : aimer, aimer avec renoncement, aimer tout et tous, tendre de tous côtés la toile d'araignée de l'amour, et prendre quiconque y tombe. »

Habité par son nouvel idéal de vie, Olénine n'a qu'une seule idée en tête : faire le bien. Le premier à bénéficier de ce changement d'attitude est Lucas, à qui il donne un cheval. Ce geste est d'abord mal interprété par la population locale. On ne comprend pas les motivations du jeune junker, mais le village accepte graduellement sa présence. De plus, celui-ci évite de courtiser Marion par amitié pour Lucas.
L'arrivée d'un ancien ami d'Olénine, Biéletski, mettra à rude épreuve son nouvel idéal moral. Biéletski incite son ami à courtiser Marion sans tenir compte de son engagement avec Lucas. Le jeune Russe débute ainsi son entreprise de séduction auprès de la belle. Entre-temps, Lucas est informé par Nazaire, son meilleur ami, du revirement sentimental et moral d'Olénine. Lors d'une fête au village, ils gardent leur distance l'un de l'autre. C'est pendant cette même fête qu'Olénine demande à Marion de l'épouser. Elle ne lui répond pas immédiatement, lui demandant d'attendre.
Le lendemain, un groupe de jeunes cosaques mené par Lucas quitte précipitamment le village, la rumeur affirmant que des Tchétchènes rôdent autour... Les troupes ennemies sont débusquées et éliminées. Pendant l'affrontement, Lucas s'empare d'un Tchétchène blessé pour le faire prisonnier mais celui-ci, pour venger la mort de son frère, qui est l'homme abattu par Lucas sur le Terek, blesse mortellement Lucas à la poitrine.
Olénine profite de cette occasion pour demander encore une fois Marion en mariage, mais elle refuse, profondément touchée par la mort de Lucas. Ce refus force une importante prise de conscience chez lui ; malgré son attachement profond au Caucase, son passé et son avenir résident en Russie.
Olénine quitte furtivement le village accompagné par les seuls adieux de son ami Erochka et du regard indifférent de Marion.

## Les Personnages
- Biéletski, prince; connaissance de Moscou d’Olenine, officier d’état major.
- Ergouchov, cosaque.
- Erochka, soixante dix ans, surnommé l’oncle, chasseur.
- Jeannot, vingt quatre ans, serviteur d’Olenine depuis l’âge de onze ans.
- Lucas Gravilov, surnommé le sauveteur, vingt ans, voisin de Marion, cosaque, orphelin de père.
- Marion, jeune fille Cosaque, promise à Lucas.
- Nazaire, cosaque.
- Olénine, Dimitri Andréevitch, héros de la nouvelle, vingt quatre ans.
- Oustienka, jeune fille cosaque.
- Oulitka, mère de Marion, femme du sous lieutenant.

## Extraits
- Olénine dans la forêt « et soudain un monde nouveau se découvrit à lui. Le bonheur, le voici, se dit-il à lui-même, le bonheur consiste à vivre pour les autres. C’est clair. L’homme a reçu un appétit de bonheur ; donc cet appétit est légitime. En le satisfaisant égoïstement, c'est-à-dire en recherchant pour soi richesse, gloire, commodités de l’existence, amour, il peut se faire que les circonstances ne nous permettent pas de satisfaire nos désirs. Ainsi ce sont ces désirs qui sont illégitimes, et non l’appétit de bonheur. Alors, quels sont les désirs qui peuvent toujours être satisfaits, en dépit des conditions extérieures ? Lesquels ? La charité, le renoncement.

## Adaptations cinématographiques
- Les Cosaques (I cosacchi), film franco-italien de Victor Tourjansky et Giorgio Venturini, 1960 :
- Les Cosaques, (Kazaki), film soviétique de Vasili Pronin (de), 1961

## Adaptation musicale
- Olénine, album de musique électronique de Omar Aloulou, 2020

## Un roman autobiographique
En 1851, Léon Tolstoï, heureux de quitter la vie oisive qu'il mène à Moscou depuis qu'il a abandonné ses études, accompagne son frère Nicolas, artilleur au Caucase. 
Déçu d'abord de ne pas voir les montagnes sur le Terek, choqué par la grossièreté de ses compagnons et l'inconfort de son cantonnement, il s'adapte rapidement, se livre avec passion à la chasse et au jeu et participe à des expéditions punitives. Tombé malade, immobilisé pendant deux mois, il se met à écrire. Il continue à écrire et fait publier certains de ses manuscrits pendant les deux ans qu'il passe encore au Caucase. 
En février 1854, Tolstoï passe l'examen d'officier et est affecté à sa demande à l'armée du Danube. Il emporte avec lui l'ébauche de deux récits Le Fuyard et Mémoire d'un artilleur qui, complétement remaniés, seront à l'origine huit ans plus tard des Cosaques.
Olenine est Tolstoï qui a aimé et songé à épouser une jeune cosaque, Maremka. L'oncle Erochka est le portrait d'un chasseur Iépichka.